# Trinidad Guardian
Der Trinidad and Tobago Guardian, im allgemeinen Sprachgebrauch verkürzt als Trinidad Guardian bezeichnet, ist die älteste der drei Tageszeitungen in Trinidad und Tobago. Sie wird vom Medienkonzern Guardian Media herausgegeben, der wiederum zum Mischkonzern ANSA McAL gehört. Redaktionssitz ist Port of Spain.

## Format und Auflage
Der Trinidad Guardian erscheint täglich von Montag bis Samstag; sonntags erscheint die Sonderausgabe Sunday Guardian. Ein zielgruppenspezifisches Sonderformat ist der wöchentlich erscheinende Business Guardian, eine Wirtschaftszeitung. Weitere zielgruppenspezifische Sonderformate wie @Home, Car Talk oder Job Hunters erscheinen unregelmäßig als kostenlose Beilagen der Tageszeitung.

## Geschichte
Im Juni 1917 gründeten sieben Geschäftsleute in Port of Spain mit einem Kapital von 23.000 Dollar die Trinidad Publishing Company, um eine Zeitung zu veröffentlichen. Die erste Ausgabe, gedruckt auf einer von der Tageszeitung The Mirror gebraucht gekauften Presse, erschien am 2. September 1917 in einer Auflage von 1500 Stück und umfasste acht Seiten. In seiner Ausrichtung präsentierte sich der Guardian als Sprachrohr der Wirtschaft und der Kolonialverwaltung. Bis 1956 erschien der Guardian an sechs Wochentagen; der erscheinungsfreie Tag war nicht der Sonntag, sondern der Montag. 1934 wurde der „Guardian Neediest Cases Fund“ gegründet, eine Stiftung, die sich der Förderung Bedürftiger widmet. Von 1935 bis 1990 erschien parallel zum morgens erscheinenden Guardian eine Abendzeitung namens Evening News. 1980 brannte das Redaktionsgebäude ab, wurde aber wieder aufgebaut; die Produktion ruhte für sieben Monate. 1996 wurde die Internet-Ausgabe eingeführt. Im Februar desselben Jahres eskalierte ein Streit zwischen dem Guardian und dem damaligen Premierminister Basdeo Panday, der den damaligen Chefredakteur Jones P. Madeira als Rassisten geschmäht hatte. Panday verwehrte dem Guardian für sechs Tage den Zugang zu Regierungsinformationen. Im April kündigten Madeira und acht weitere hochrangige Journalisten aus Protest gegen eine mutmaßliche Einmischung der Regierung in die Redaktionsgeschäfte. Madeira und einige der ehemaligen Guardian-Journalisten gründeten daraufhin die Wochenzeitung The Independent. Ursprünglich erschien der Guardian im Broadsheet-Format, eine Umstellung auf das Tabloid-Format erfolgte 2002. 2008 wurde das Format nochmals verkleinert. 2010 wurde die Trinidad Publishing Company in Guardian Media Limited umbenannt. 2013 kündigten erneut Journalisten wegen einer mutmaßlichen Einmischung der Regierung in die Redaktionsgeschäfte, unter anderem die Leiterin des Öffentlichkeitsressorts. Der Verlag betreibt neben dem „Flaggschiff“ Trinidad Guardian auch fünf Radiosender und einen TV-Kanal. Chefredakteur des Guardian ist seit 2018 Julian Rogers.